# Condado de Sligo
Sligo (en irlandés: Sligeach) es un condado de la provincia de Connacht, en el oeste de Irlanda. El nombre Sligeach significa "área en la que abundan las conchas". Su punto más alto es el Trosc Mór (647 m).

## Generalidades
Zona de gran belleza paisajística, como el lago (Lough) Gill con el bosque de Hazelwood, el lago Arrow, las colinas de Benbulben, y Knocknarea donde se encuentra la tumba megalítica de la famosa Reina Maeve (Maedhbh, en gaélico) y playas frecuentadas por surfistas de toda la isla.
El poeta y Premio Nobel W. B. Yeats (1865-1939) pasó la mayor parte de su infancia en el norte del condado, siendo posteriormente enterrado en los jardines de la iglesia anglicana de Drumcliffe. Sus paisajes, en especial la Isla de Inisfree en el lago Gill, fueron motivo de inspiración para gran parte de su obra.
La ciudad de Sligo fue uno de los puertos más desarrollados en la Irlanda del siglo XIX y por esa razón y debido a la pobreza reinante en la región, sería uno de los más usados por la gran cantidad de emigrantes que salieron del oeste de la Isla (se estima que salían cerca de 10 000 personas por año), escapando de la Gran Hambruna de mediados de ese siglo, hacia América, Australia, Nueva Zelanda y Sudáfrica. Existe en el condado un museo destinado a conservar la memoria de este hecho.
De la ciudad de Sligo, capital del condado homónimo, es originaria la banda Westlife, uno de los grupos de pop actuales más famosos de Irlanda.
Debido a ventajas impositivas habilitadas por el estado irlandés a partir del comienzo del próspero período del Tigre Celta con el fin de equilibrar el desarrollo de las regiones más empobrecidas del noroeste con el del resto del país, desde 2003 en adelante, el condado de Sligo ha sufrido uno de los desarrollos más rápidos de su historia. El gobierno irlandés le ha otorgado el estatus de "Gateway City" o "ciudad-pórtico" a la ciudad de Sligo, para toda zona del norte del Connaught y ello se ha plasmado en grandes proyectos inmobiliarios y urbanísticos puestos en marcha en la Ciudad, cambiando el rostro de un condado más conocido a nivel nacional por la dureza de sus condiciones climáticas y su aire campesino, que por su impresionante belleza natural.

## Vida cultural en el Condado
Sligo también es conocido por su activa vida cultural, que a veces parece desproporcionada para su tamaño. Existen varias galerías de arte, como la Modern Art & Niland Gallery y otras más pequeñas, que mantienen constantes exposiciones de pintura y arte en general, amén de festivales de música tradicional y clásica realizados anualmente en varios lugares del condado.
El condado de Sligo es también poseedor de una de las mayores reservas de vestigios y tumbas relativamente bien conservadas de Europa del período megalítico. Digno de mención es el museo a cielo abierto de Carrowmore, el cual posee el segundo grupo más grande de tumbas y monumentos de ese período en Europa.

## Sligo en la mitología celta
Sligo fue centro de muchas leyendas célticas en la antigüedad, algunas de éstas son:
- La reina Maeve de Connaught, enterrada según la leyenda en Knocknarea o Cnóc na Rí, la colina del Rey (o la Reina) en gaélico.
- Gráinne, Diarmait Ó Duidhne and Fionn Mac Cumhaill y el jabalí encantado del cerro Benbulben.
- Knocknashee, Cnóc na Sé o la colina de las Hadas, cerca de Tubbercurry.
- La caverna de Cormac MacAirt, uno del Reyes más famosos de la antigua Irlanda, en la colina Keshcorran, cerca de Keash, al sureste del Condado.

## El Condado de Sligo y la Armada Española
En 1588 y luego del malogrado intento de invadir Inglaterra por parte de la Grande y Felicísima Armada Española, los galeones "Santa María de la Visión", "Julianía" y "La Lavia", encallaron en la playa de Streedagh, cerca de Grange, al norte de Sligo. Francisco de Cuéllar, uno de sus capitanes, logró sobrevivir y junto con otros sobrevivientes, llegaron caminando a Derry, donde consiguió embarcarse de vuelta a España después de un azaroso viaje. El recorrido hecho por De Cuéllar ha sido re-trazado y hoy es una de las atracciones turísticas de la zona. En un buen día después de algún temporal en invierno, es aún posible ver los restos de los barcos naufragados en las arenas de la playa.

## Otras particularidades
El condado de Sligo también posee el peculiar récord de tener la catedral más pequeña del país, "Achonry Cathedral", ubicada al sur del condado, cerca de Tubbercurry, de casi unos 80m². En la actualidad, esta pequeña construcción, propiedad de la Iglesia de Irlanda se encuentra en desuso desde 1997, pero aún se llevan a cabo ceremonias ecuménicas esporádicamente.
En 2005, firma el primer convenio de hermanamiento con una ciudad latinoamericana: la ciudad de Illapel, IV región de Chile. Oportunidad que permitirá a ambas ciudades trabajar por el intercambio cultural, educativo y tecnológico, basado en el legado de Ambrosio O'Higgins. Todo esto gracias a las gestiones realizadas por la Agrupación de Amigos de Irlanda y al apoyo del municipio local Chileno.
Representantes de ambas ciudades inauguraron el Parque Ambrosio O'Higgins en Illapel.

## Ciudades y pueblos
Ballinacarrow 202
Ballincar 424
Ballintogher 331
Ballisodare (Ballysadare) 1,350
Ballygawley 310
Ballymote 1,549
Carney 395
Charlestown-Bellahy 1,033
Cliffoney 492
Collooney 1,610
Coolaney 990
Dromore West 227
Easky 239
Grange 586
Gurteen 393
Inniscrone (Enniscrone) 1,156
Mullaghmore 136
Riverstown 334
Rosses Point 883
Sligo 19,199
Strandhill 1,753
Tubbercurry 1,986